# 周弘謨
周弘謨（16世紀—17世紀），字元文，號東暑，湖廣黃州府麻城縣人，明朝軍事人物。

## 生平
周弘謨初名周弘祐。萬曆四年（1576年）的武解元，七年（1579年）再中武舉人第三名，次年（1580年）聯捷武進士第六名，獲授游擊同知，陞靖州守備，十四年（1586年）推陞河南都司僉書時被革回衞。
萬曆十九年（1591年），周弘謨得授宣府入衛遊擊，後跟隨李如柏參與萬曆朝鮮之役在平壤參戰，又和沈惟敬出使朝鮮與日本談判，不久再次前往朝鮮封貢，在仁施患病，三日後去世，朝廷追贈都督僉事，蔭黃州衛千戶。

## 家族
高祖周鑑，正統十年進士。曾祖周洙，景泰元年舉人。祖父周廷徵，弘治二年舉人。父親周戴。堂兄弟周弘祖，嘉靖三十八年進士。